# 黃花崗七十二烈士
黄花岗七十二烈士是指1911年4月27日在中国广东省广州黄花岗起义中遇害的革命党人，后葬于广州市东北郊（现越秀区）黄花岗七十二烈士墓。
七十二烈士屍骨由潘達微收葬，改原地紅花崗為黃花崗，最初只是黃土一抔的墓地，甚為荒涼。1918年，滇軍師長方聲濤（方聲洞之兄）募款修墓。1921年，紀功坊、墓亭相繼落成，又查七十二烈士之外，尚有十四名烈士死於黃花崗之役，共八十六人，姓名全部刻於《廣州辛亥三月二十九日革命記》石碑的背面。
七十二烈士墓中有一墓亭，内有一座上书“七十二烈士之墓”的墓碑。亭前右侧碑亭内立有“黄花岗七十二烈士之碑”，其上刻有72位烈士的姓名。左侧另立一“补书辛亥三月廿九广州革命烈士碑”，上补刻有1932年审查所得的13位烈士的姓名。 
七十二人中有六十八位属于洪门成员。

## 名录

### 黄花岗七十二烈士之碑（72人）
- 广东：徐佩旒，徐礼明，徐日培，徐广滔，徐临端，徐茂燎，徐松根，徐满凌，徐昭良，徐培添，徐保生，徐廉辉，徐容九，徐进照，徐褶成，徐应安，李炳辉，李晚，李文楷[a]，李文甫，李雁南，陈春，陈潮，陈文褒，罗仲霍，罗坤，庞雄，周華，游寿，江继复，郭继枚，劳培，杜凤书，余东雄，马侣，黄鹤鸣，饶辅廷，张学铨，周增，林修明；
- 福建：方声洞，冯超骧，罗乃琳，卓秋元，黄忠炳，王灿登，胡应升，林觉民，林西惠，林尹民，林文，林时爽，刘六符，刘元栋，魏金龙，陈可钧，陈更新，陈与焱，陈清畴，陈发炎；
- 广西：韦树模，韦荣初，韦统淮，韦统钤，李德山，林盛初；
- 四川：秦炳，喻培伦，饶国梁；
- 安徽：程良，宋玉琳，石德宽。
- 華僑：黃花崗諸位烈士，有近卅人是新加坡、馬來亞華僑。其中，羅仲霍、周華、李雁南和陳文褒來自馬來亞檳城[3]。李炳煇、郭繼枚、余東雄來自馬來亞霹靂州。習慣只寫上籍貫，分入廣東、福建。

### 补书辛亥三月廿九广州革命烈士碑（13人）
- 徐国泰，华金元，阮德三，陈甫仁，严确廷，韦云卿，罗进，罗幹，罗联，罗遇坤，张朝，陈才，陈福